# CD244
CD244 (англ. CD244 molecule) – білок, який кодується однойменним геном, розташованим у людей на короткому плечі 1-ї хромосоми.  Довжина поліпептидного ланцюга білка становить 370 амінокислот, а молекулярна маса — 41 616.
| 10         |  | 20         |  | 30         |  | 40         |  | 50         |
| ---------- |  | ---------- |  | ---------- |  | ---------- |  | ---------- |
| MLGQVVTLIL |  | LLLLKVYQGK |  | GCQGSADHVV |  | SISGVPLQLQ |  | PNSIQTKVDS |
| IAWKKLLPSQ |  | NGFHHILKWE |  | NGSLPSNTSN |  | DRFSFIVKNL |  | SLLIKAAQQQ |
| DSGLYCLEVT |  | SISGKVQTAT |  | FQVFVFESLL |  | PDKVEKPRLQ |  | GQGKILDRGR |
| CQVALSCLVS |  | RDGNVSYAWY |  | RGSKLIQTAG |  | NLTYLDEEVD |  | INGTHTYTCN |
| VSNPVSWESH |  | TLNLTQDCQN |  | AHQEFRFWPF |  | LVIIVILSAL |  | FLGTLACFCV |
| WRRKRKEKQS |  | ETSPKEFLTI |  | YEDVKDLKTR |  | RNHEQEQTFP |  | GGGSTIYSMI |
| QSQSSAPTSQ |  | EPAYTLYSLI |  | QPSRKSGSRK |  | RNHSPSFNST |  | IYEVIGKSQP |
| KAQNPARLSR |  | KELENFDVYS |  |            |  |            |  |            |

A: Аланін

C: Цистеїн

D: Аспарагінова кислота

E: Глутамінова кислота

F: Фенілаланін

G: Гліцин

H: Гістидин

I: Ізолейцин

K: Лізин

L: Лейцин

M: Метіонін

N: Аспарагін

P: Пролін

Q: Глутамін

R: Аргінін

S: Серин

T: Треонін

V: Валін

W: Триптофан

Кодований геном білок за функціями належить до рецепторів, фосфопротеїнів. 
Задіяний у таких біологічних процесах як адаптивний імунітет, імунітет, вроджений імунітет, поліморфізм, альтернативний сплайсинг. 
Локалізований у клітинній мембрані, мембрані.